# Keiichi Nanba
Keiichi Nanba (難波 圭一?, Nanba Keiichi; Gōtsu, 26 agosto 1957) è un attore e doppiatore giapponese.
È rappresentato dalla Aoni Production, ed è sposato con la collega Mayumi Shō. Nella serie remake Pretty Guardian Sailor Moon Crystal non doppia più il personaggio di Zoisite, venendo sostituito da Masaya Matsukaze.

## Ruoli principali

### Anime
- Captain Tsubasa (Karl Heinz Schneider)
- DNA² (Junta Momonari)
- The Doraemons (Dora the Kid)
- Dragon Ball Z (Zeshin)
- Evelyn e la magia di un sogno d'amore (Gaku Muroi)
- Fuuma no Kojirou (Kojirou)
- Guilty Gear -STRIVE-: Dual Rulers (Axl Low)
- Hāi Step Jun (Zero Kano)
- Ken il Guerriero (Bart (adulto), Shiba)
- Kimagure Orange Road (Seiji Komatsu)
- Locke the Superman - Millennium Of The Witch
- Mobile Suit Zeta Gundam (Katz Kobayashi)
- Ninja Ryūkenden (Ryu Hayabusa)
- Oh! Family (Leif McGuary)
- One Piece (Shepherd, Itomimizu)
- Pretty Cure Splash☆Star (Moerumba)
- Ranma ½ (Picolet Chardin III)
- Sailor Moon (Gurio Umino, Zoisite)
- Saint Seiya (Pisces Aphrodite, Poseidon/Julian Solo, Tateza Jan, Astaroth, Freyr)
- Sakigake!! Otokojuku (Hien)
- Sakura Taisen: Katsudō Shashin (Patrick Hamilton)
- Touch (Kazuya Uesugi)
- Transformers (Blaster, Twincast, Leozak, Leocaesar, White Leo)
- Violence Jack: Harlem Bomber (Kenichi)

### Film animati
- Dragon Ball Z - La sfida dei guerrieri invincibili (Angila)
- Fatal Fury: La leggenda del lupo famelico (Andy Bogard)
- Fatal Fury 2 - La sfida di Wolfgang Krauser (Andy Bogard)
- Fatal Fury: The Motion Picture (Andy Bogard)

### Videogiochi
- Battle Arena Toshinden 2 (Chaos, Vermilion)
- Battle Arena Toshinden 3 (Chaos, Vermilion)
- Black/Matrix (Juda)
- Fatal Fury 3: Road to the Final Victory (Andy Bogard)
- Fatal Fury: Wild Ambition (Andy Bogard)
- Guilty Gear (Axl Low)
- Guilty Gear X (Axl Low)
- Guilty Gear XX (Axl Low)
- Guilty Gear Isuka (Axl Low)
- Guilty Gear: Dust Strikers (Axl Low)
- Guilty Gear Judgment (Axl Low)
- Guilty Gear Xrd -SIGN- (Axl Low, Staff 3)
- Guilty Gear Xrd -REVELATOR- (Axl Low)
- Guilty Gear -STRIVE- (Axl Low)
- Real Bout Fatal Fury (Andy Bogard)
- Real Bout Fatal Fury Special (Andy Bogard)
- Real Bout Fatal Fury 2: The Newcomers (Andy Bogard)
- The King of Fighters '95 (Andy Bogard)
- The King of Fighters '96 (Andy Bogard)
- The King of Fighters '97 (Andy Bogard)
- The King of Fighters '98 (Andy Bogard)
- The King of Fighters: Kyo (Andy Bogard)
- The King of Fighters '99 (Andy Bogard)
- The King of Fighters 2000 (Andy Bogard)
- The King of Fighters 2001 (Andy Bogard)
- The King of Fighters EX: Neo Blood (Andy Bogard)
- The King of Fighters 2002 (Andy Bogard)
- The King of Fighters EX2: Howling Blood (Andy Bogard)
- The King of Fighters Neowave (Andy Bogard)
- The King of Fighters '98: Ultimate Match (Andy Bogard)
- The King of Fighters XII (Andy Bogard)
- The King of Fighters 2002: Unlimited Match (Andy Bogard)
- The King of Fighters XIII (Andy Bogard)
- Toshinden 4 (Vermilion)